# Saison 2016 de l'équipe cycliste Lotto NL-Jumbo
La saison 2016 de l'équipe cycliste Lotto NL-Jumbo est la vingt-et-unième de cette équipe.

## Préparation de la saison 2016

### Sponsors et financement de l'équipe
Les sponsors principaux de l'équipe sont les mêmes qu'en 2015. Les dirigeants de l'équipe se sont engagés en septembre 2014 avec De Lotto, la loterie nationale néerlandaise, et Brand Loyalty, sponsor éponyme d'une équipe de patinage de vitesse. Cette dernière et l'équipe cycliste fusionnent alors leur structure. La chaîne de supermarchés Jumbo s'engage comme deuxième sponsor. L'équipe cycliste, comme celle de patinage de vitesse, prend le nom de Lotto NL-Jumbo,. En début d'année 2016, Brand Loyalty et Jumbo prolongent leur engagement jusque fin 2018. En juin, la loterie néerlandaise en fait de même.
Bianchi est le fournisseur de cycles de l'équipe.

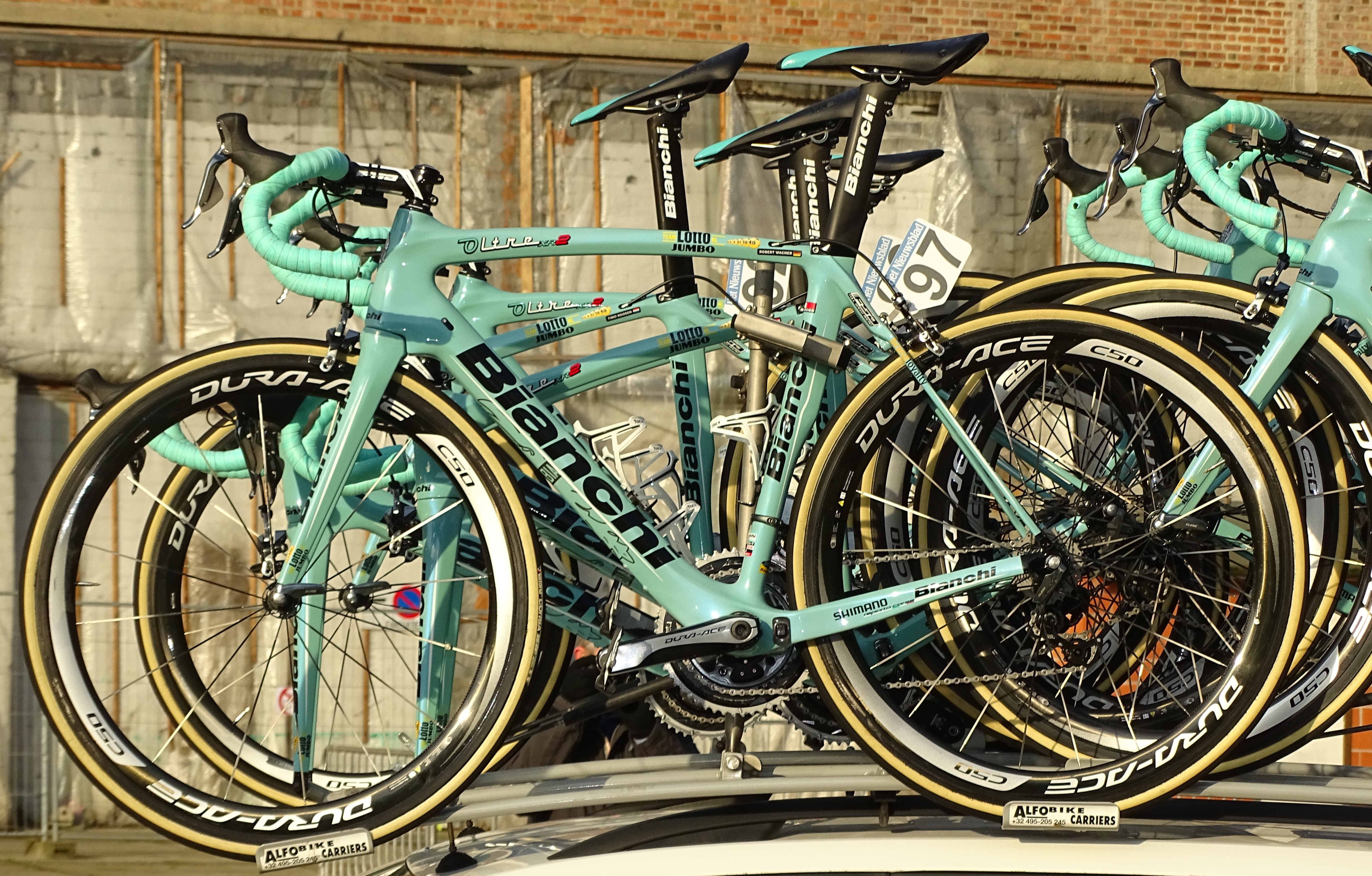
Modèle Oltre XR2 de Bianchi utilisé par l'équipe lors du Circuit Het Nieuwsblad 2016.
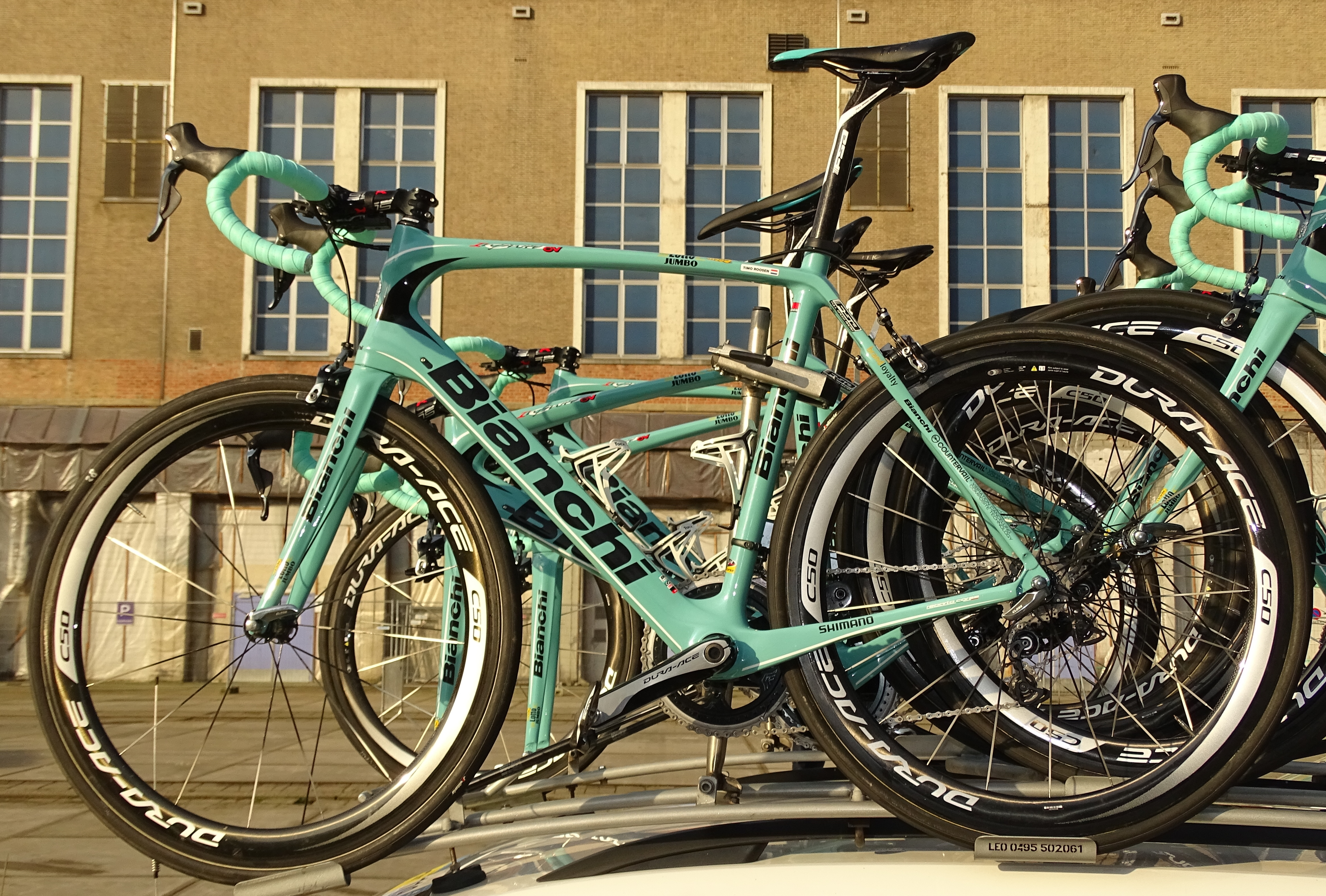
Modèle Infinito CV de Bianchi utilisé par l'équipe lors du Circuit Het Nieuwsblad 2016.
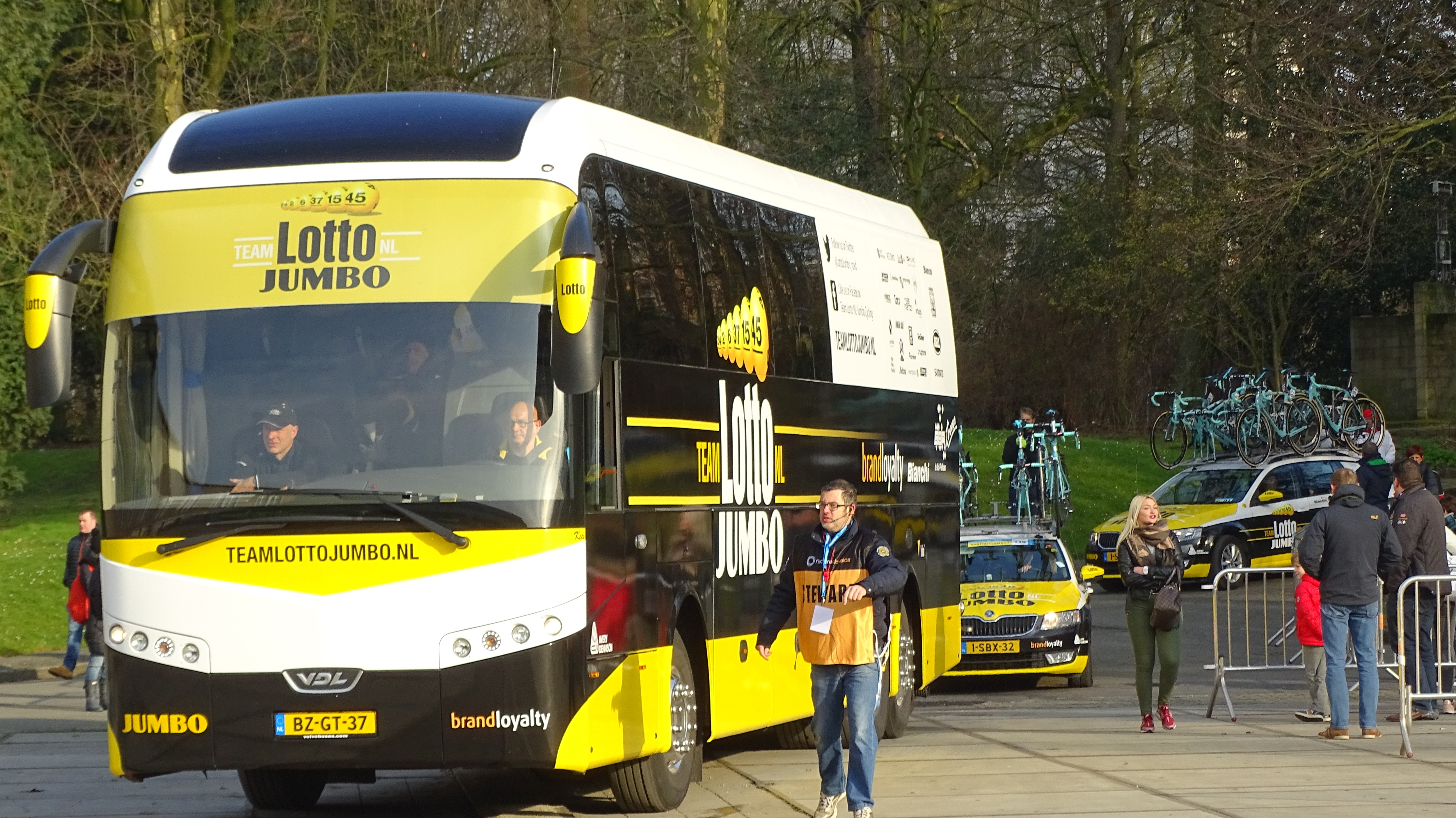
Bus de l'équipe lors du Circuit Het Nieuwsblad 2016.
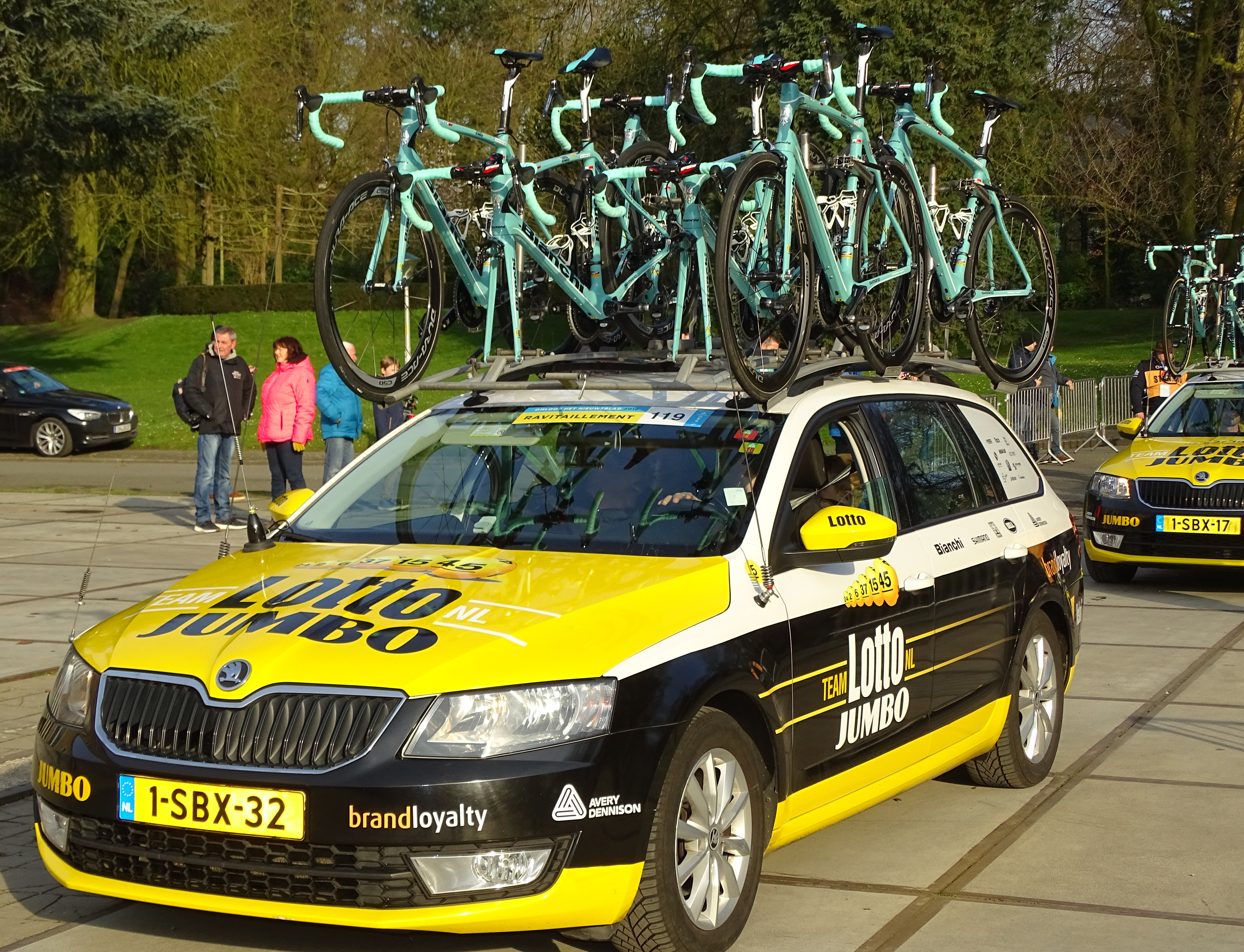
Voiture de l'équipe lors du Circuit Het Nieuwsblad 2016.

### Arrivées et départs
| Arrivées           | Équipe 2015                 |
| ------------------ | --------------------------- |
| Enrico Battaglin   | Bardiani CSF                |
| Koen Bouwman       | SEG Racing                  |
| Victor Campenaerts | Topsport Vlaanderen-Baloise |
| Twan Castelijns    | Baby-Dump                   |
| Dylan Groenewegen  | Roompot Oranje Peloton      |
| Steven Lammertink  | SEG Racing                  |
| Primož Roglič      | Adria Mobil                 |
| Alexey Vermeulen   | BMC Development             |

| Départs            | Équipe 2016            |
| ------------------ | ---------------------- |
| Brian Bulgaç       | Vorarlberg             |
| Kevin De Weert     | retraite               |
| Rick Flens         | ?                      |
| Marc Goos          | WV De Jonge Renner     |
| Barry Markus       | Roompot-Oranje Peloton |
| Laurens ten Dam    | Giant-Alpecin          |
| Nick van der Lijke | Roompot-Oranje Peloton |

## Coureurs et encadrement technique

### Effectif
| Cycliste           | Date de naissance | Nationalité      | Équipe 2015                 |  |
| ------------------ | ----------------- | ---------------- | --------------------------- |  |
| Enrico Battaglin   | 17 novembre 1989  | Italie           | Bardiani CSF                |  |
| George Bennett     | 7 avril 1990      | Nouvelle-Zélande | Lotto NL-Jumbo              |  |
| Koen Bouwman       | 2 décembre 1993   | Pays-Bas         | SEG Racing                  |  |
| Victor Campenaerts | 28 octobre 1991   | Belgique         | Topsport Vlaanderen-Baloise |  |
| Twan Castelijns    | 23 janvier 1989   | Pays-Bas         | Baby-Dump                   |  |
| Robert Gesink      | 31 mai 1986       | Pays-Bas         | Lotto NL-Jumbo              |  |
| Marc Goos          | 30 novembre 1990  | Pays-Bas         | Lotto NL-Jumbo              |  |
| Dylan Groenewegen  | 21 juin 1993      | Pays-Bas         | Roompot Oranje Peloton      |  |
| Moreno Hofland     | 31 août 1991      | Pays-Bas         | Lotto NL-Jumbo              |  |
| Martijn Keizer     | 25 mars 1988      | Pays-Bas         | Lotto NL-Jumbo              |  |
| Wilco Kelderman    | 25 mars 1991      | Pays-Bas         | Lotto NL-Jumbo              |  |
| Steven Kruijswijk  | 7 juin 1987       | Pays-Bas         | Lotto NL-Jumbo              |  |
| Steven Lammertink  | 4 décembre 1993   | Pays-Bas         | SEG Racing                  |  |
| Tom Leezer         | 26 décembre 1985  | Pays-Bas         | Lotto NL-Jumbo              |  |
| Bert-Jan Lindeman  | 16 juin 1989      | Pays-Bas         | Lotto NL-Jumbo              |  |
| Paul Martens       | 26 octobre 1983   | Allemagne        | Lotto NL-Jumbo              |  |
| Primož Roglič      | 29 octobre 1989   | Slovénie         | Adria Mobil                 |  |
| Timo Roosen        | 11 janvier 1993   | Pays-Bas         | Lotto NL-Jumbo              |  |
| Bram Tankink       | 3 décembre 1978   | Pays-Bas         | Lotto NL-Jumbo              |  |
| Mike Teunissen     | 25 août 1992      | Pays-Bas         | Lotto NL-Jumbo              |  |
| Maarten Tjallingii | 5 novembre 1977   | Pays-Bas         | Lotto NL-Jumbo              |  |
| Tom Van Asbroeck   | 19 avril 1990     | Belgique         | Lotto NL-Jumbo              |  |
| Jos van Emden      | 18 février 1985   | Pays-Bas         | Lotto NL-Jumbo              |  |
| Dennis van Winden  | 2 décembre 1987   | Pays-Bas         | Lotto NL-Jumbo              |  |
| Sep Vanmarcke      | 28 juillet 1988   | Belgique         | Lotto NL-Jumbo              |  |
| Alexey Vermeulen   | 16 décembre 1994  | États-Unis       | BMC Development             |  |
| Robert Wagner      | 17 avril 1983     | Allemagne        | Lotto NL-Jumbo              |  |
| Maarten Wynants    | 13 mai 1982       | Belgique         | Lotto NL-Jumbo              |  |
| Stagiaire          | Date de naissance | Nationalité      | Équipe 2016                 |  |
| Zhi Hui Jiang      | 3 mars 1994       | Chine            | SEG Racing Academy          |  |

Portraits
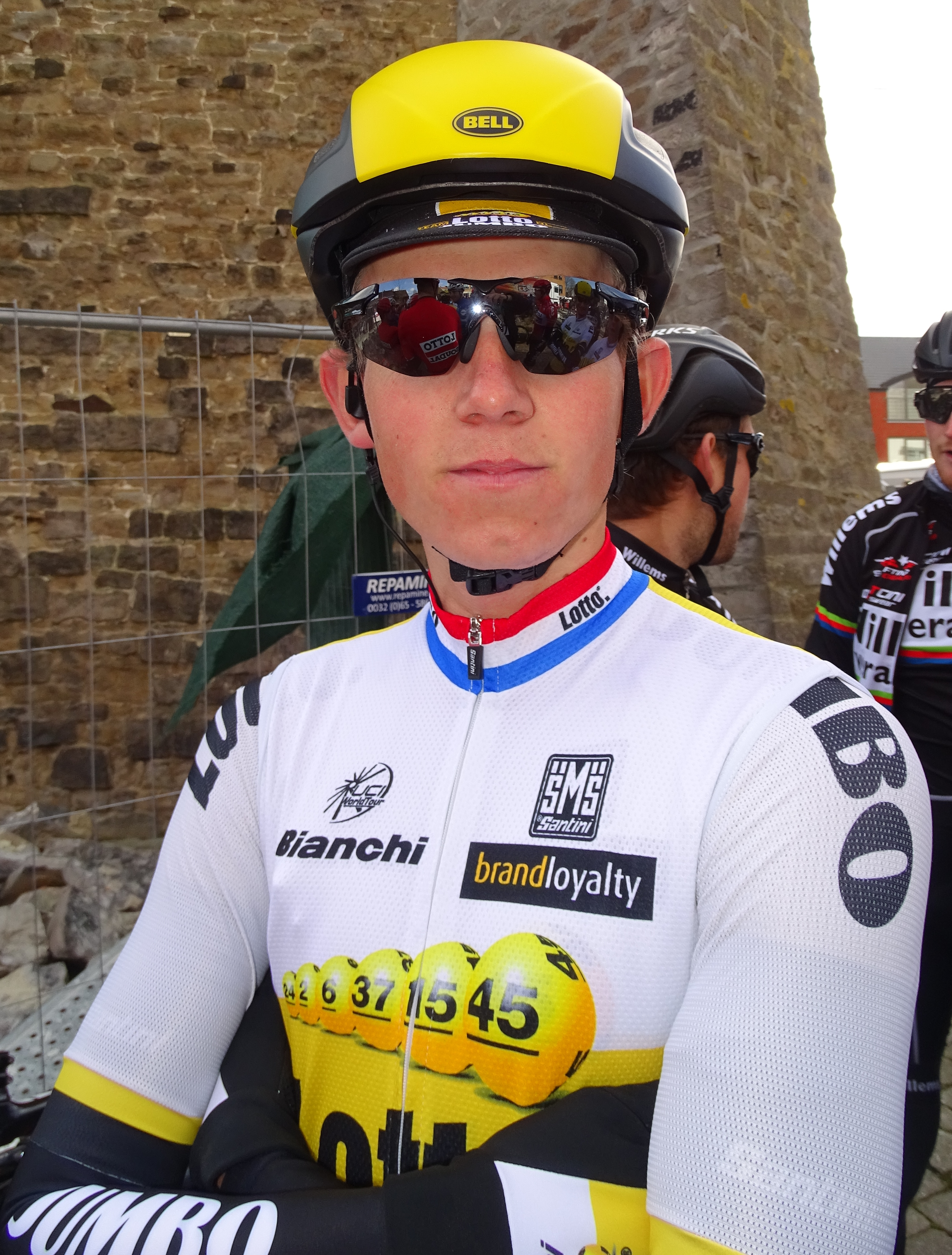
Koen Bouwman.
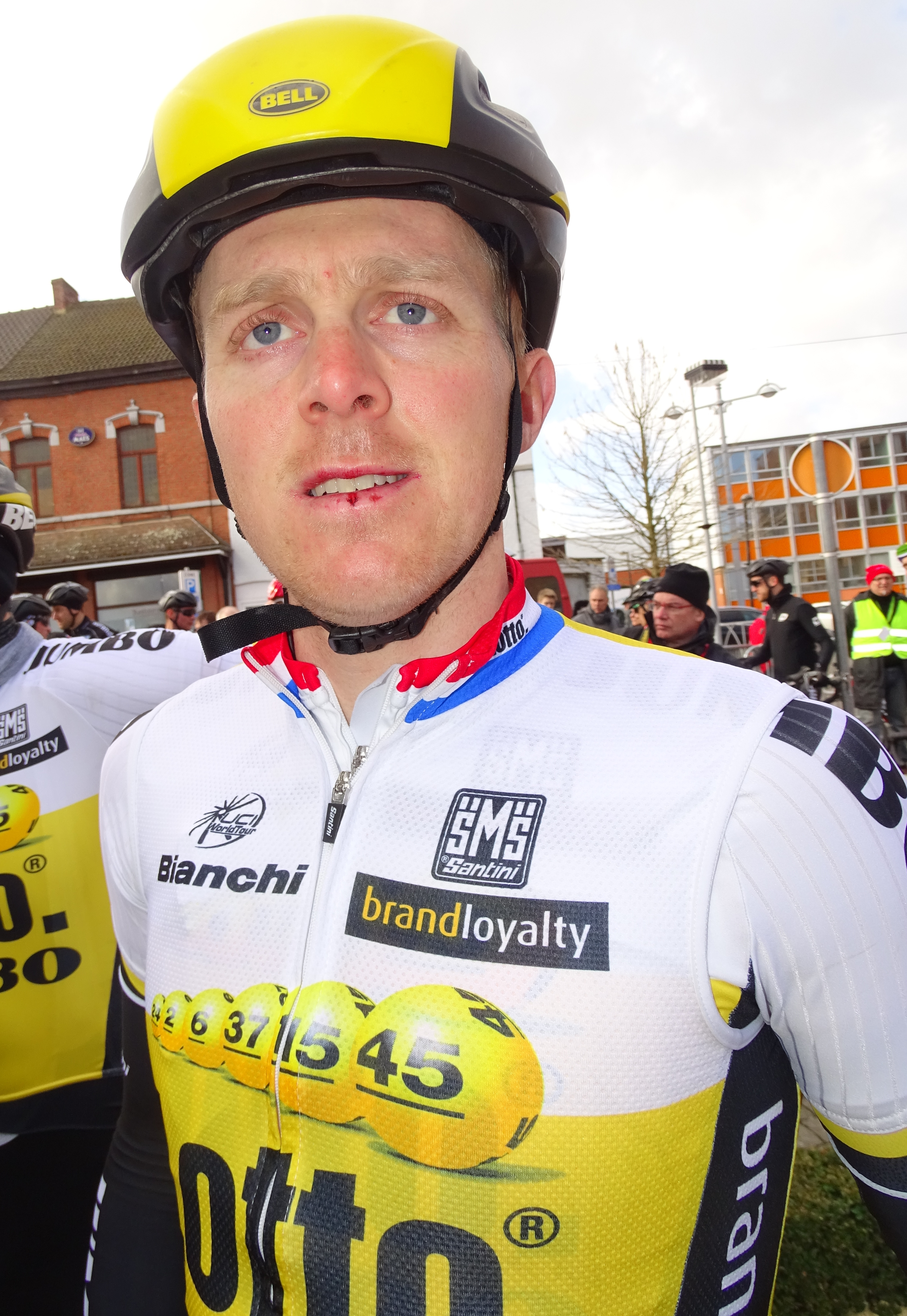
Twan Castelijns.
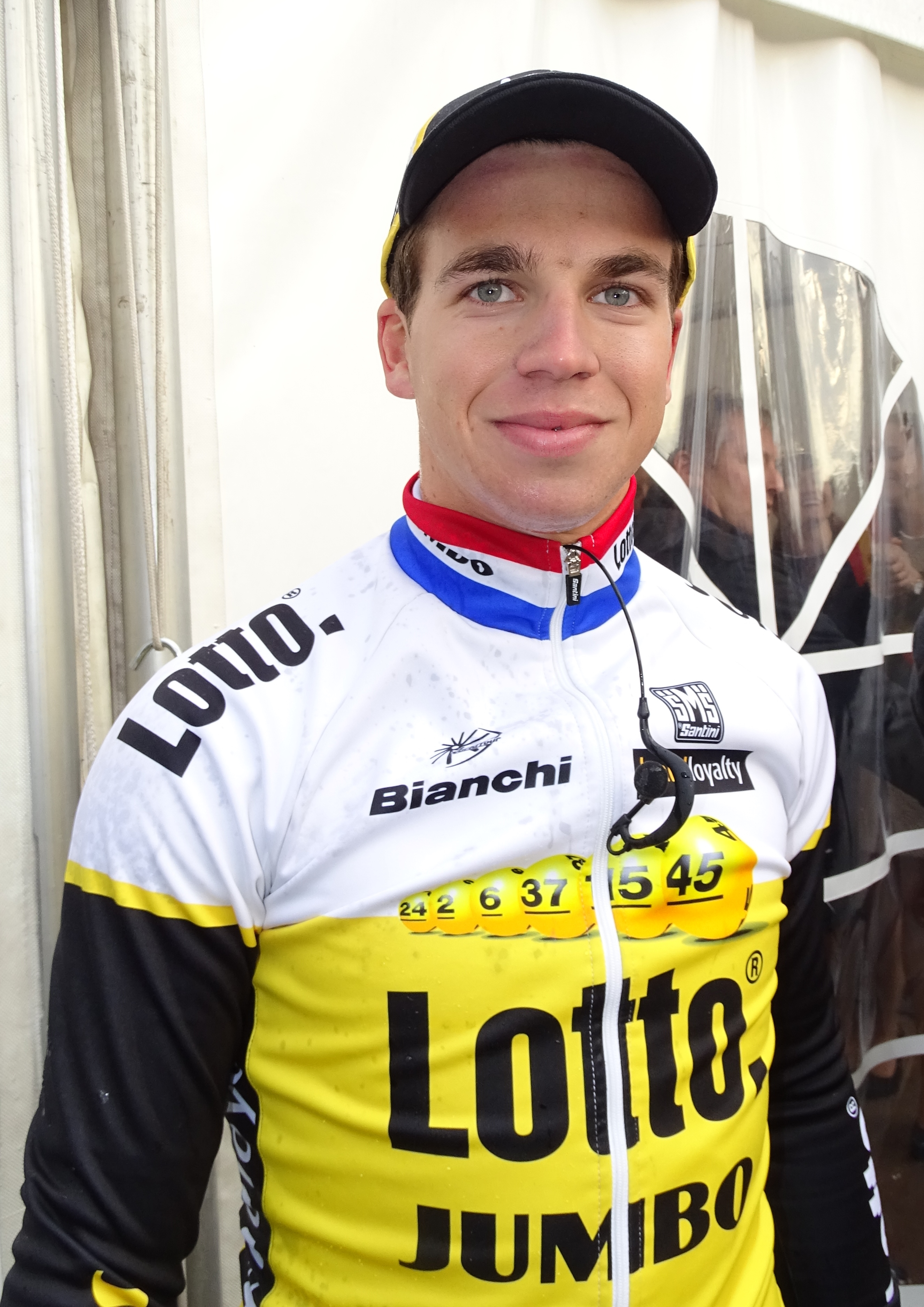
Dylan Groenewegen.
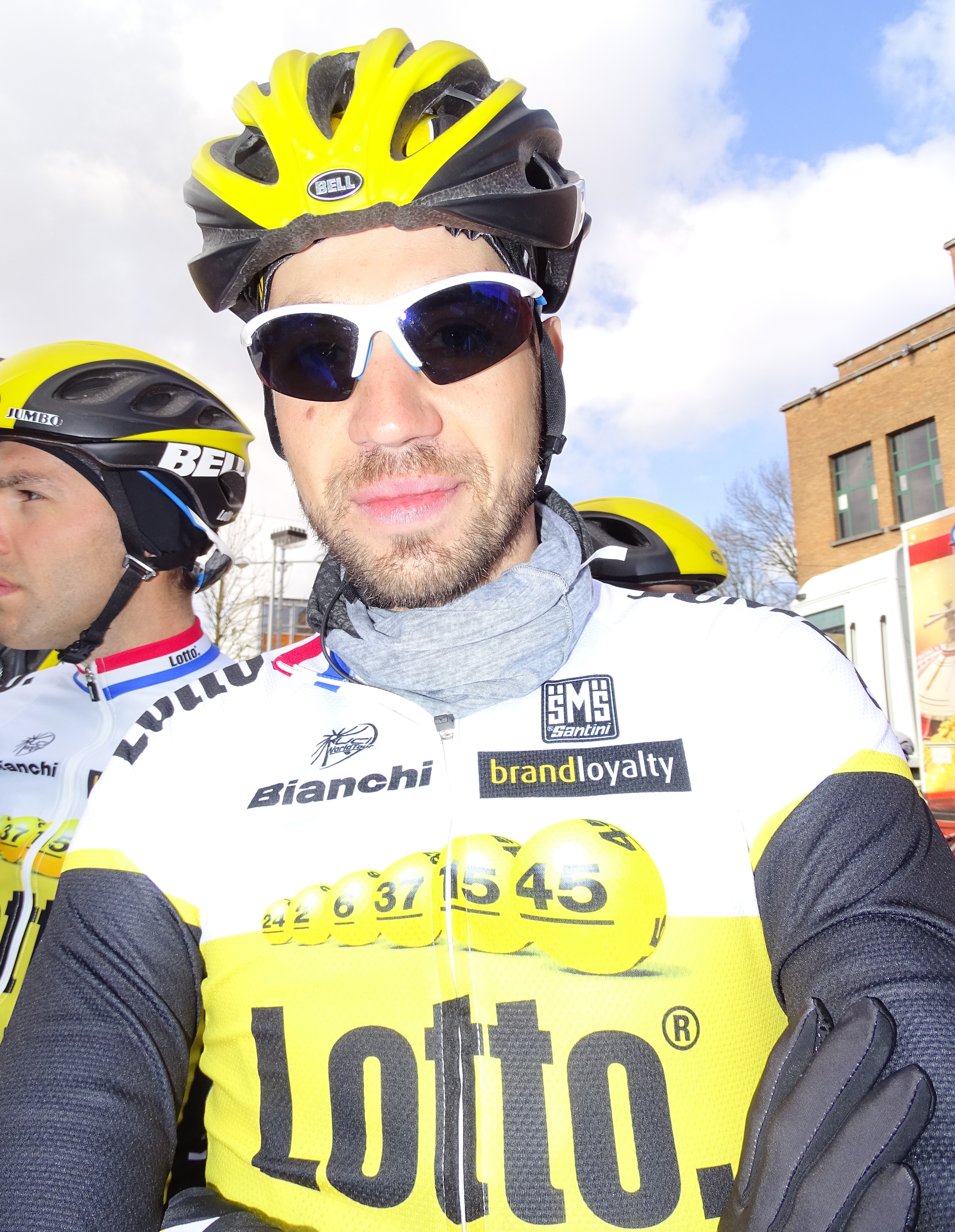
Martijn Keizer.
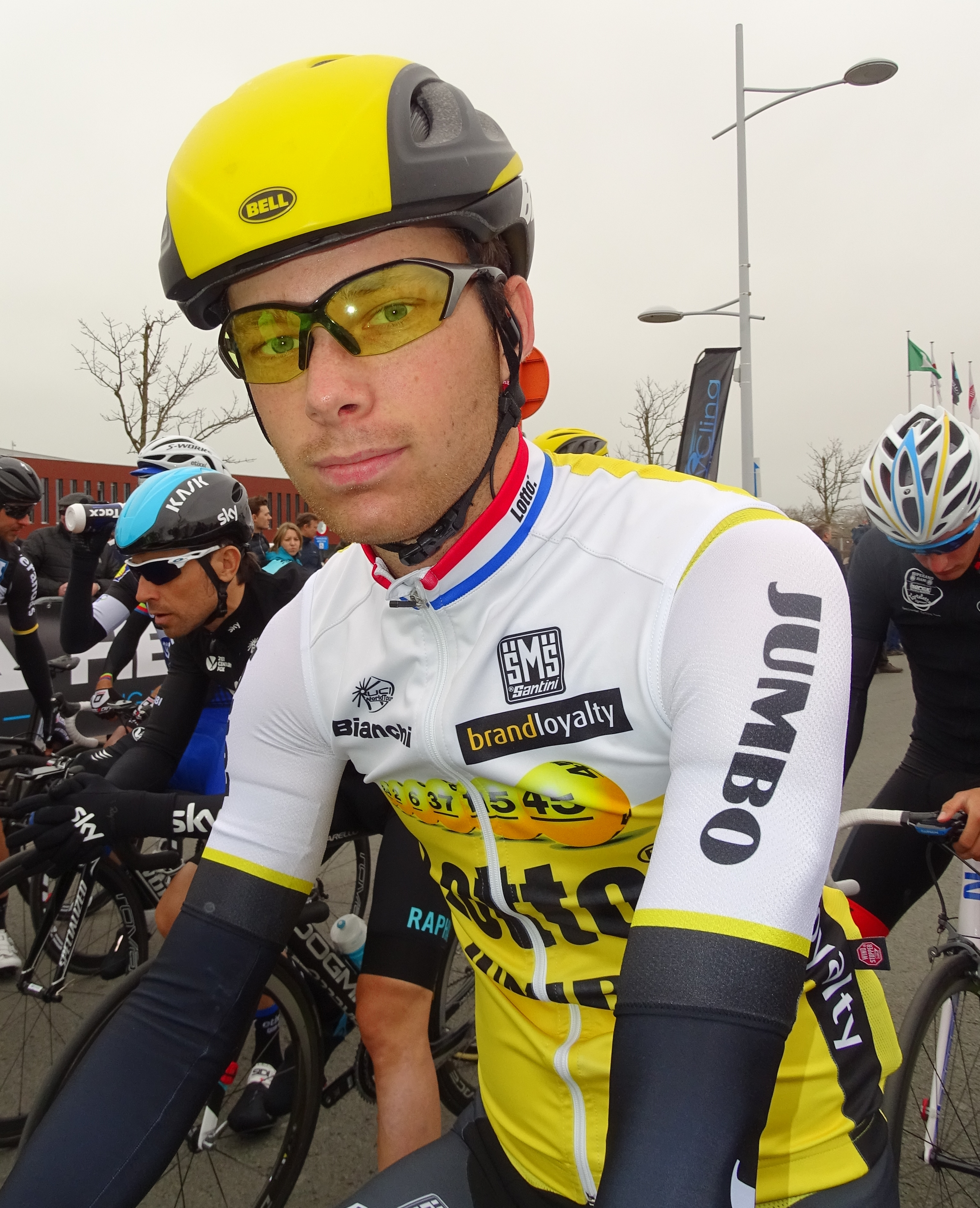
Steven Lammertink.
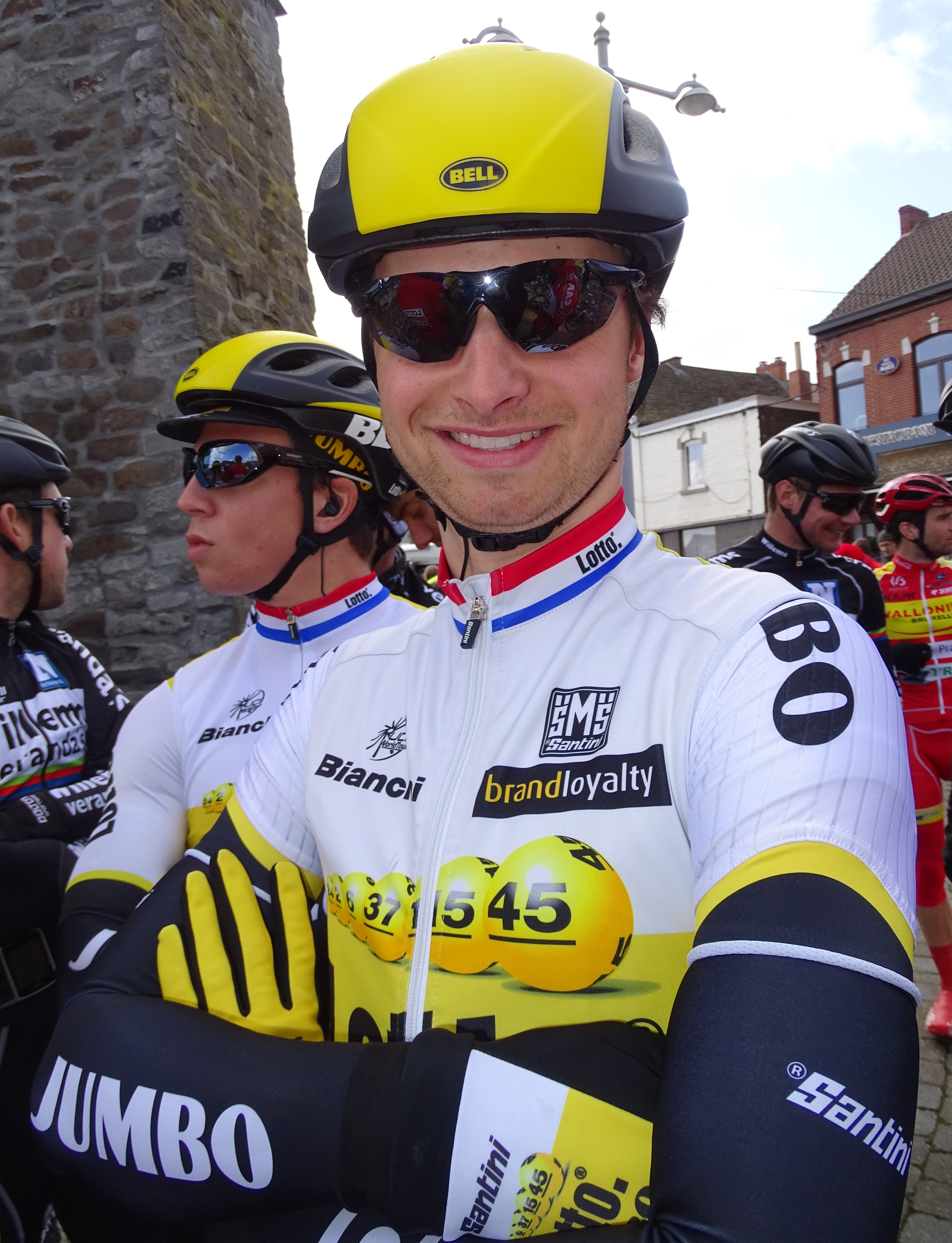
Alexey Vermeulen.
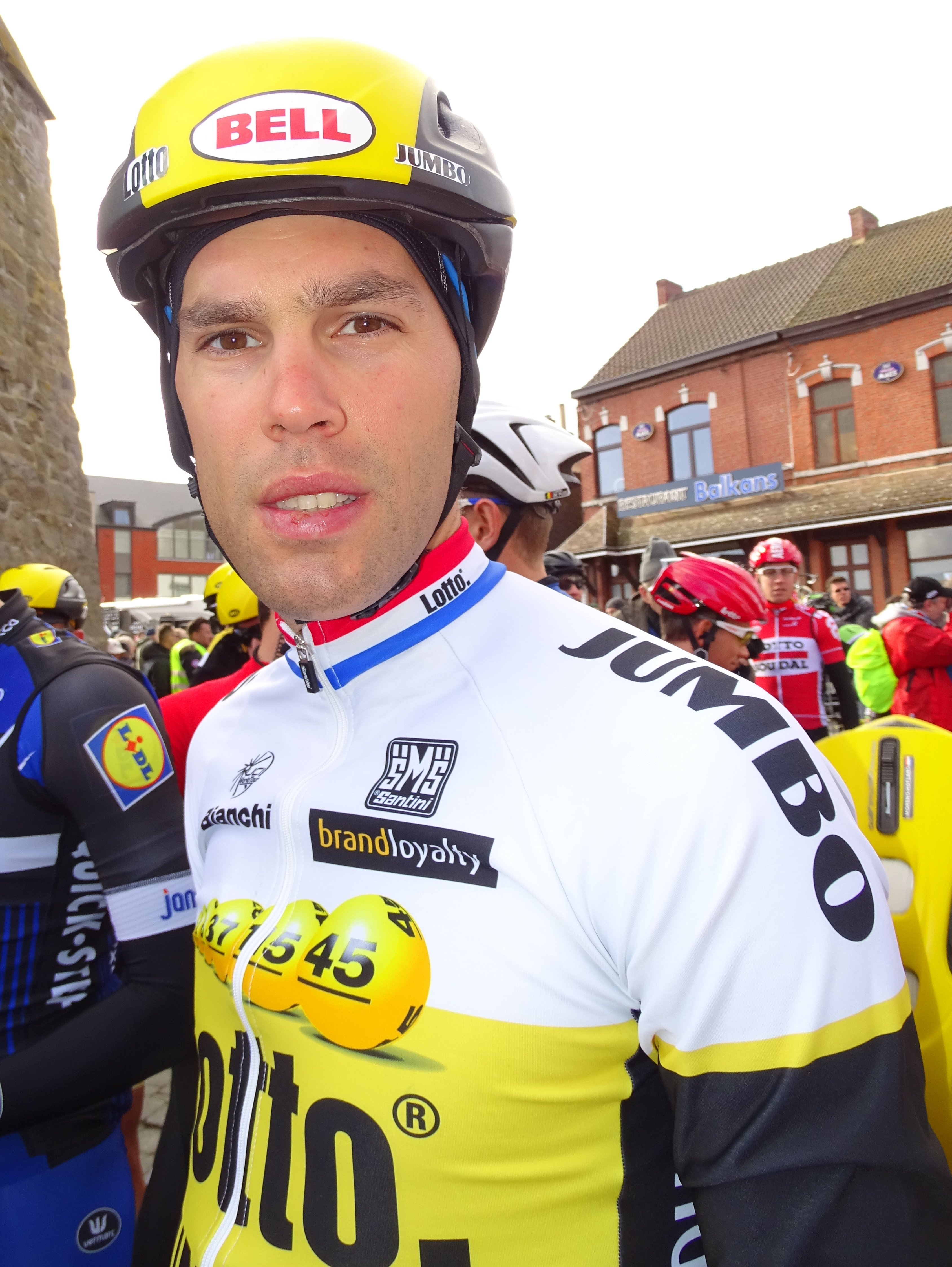
Maarten Wynants.

## Bilan de la saison

### Victoires
| Date       | Course                                           | Pays        | Classe | Vainqueur          |
| ---------- | ------------------------------------------------ | ----------- | ------ | ------------------ |
| 05/02/2016 | 3e étape du Tour de la Communauté valencienne    | Espagne     | 2.1    | Dylan Groenewegen  |
| 05/03/2016 | 1re étape des Trois jours de Flandre-Occidentale | Belgique    | 2.1    | Dylan Groenewegen  |
| 29/04/2016 | 1re étape du Tour de Yorkshire                   | Royaume-Uni | 2.1    | Dylan Groenewegen  |
| 15/05/2016 | 9e étape du Tour d'Italie                        | Italie      | WT     | Primož Roglič      |
| 04/06/2016 | Heistse Pijl                                     | Belgique    | 1.1    | Dylan Groenewegen  |
| 10/06/2016 | Championnat de Slovénie du contre-la-montre      | Slovénie    | CN     | Primož Roglič      |
| 12/06/2016 | Tour de Cologne                                  | Allemagne   | 1.1    | Dylan Groenewegen  |
| 15/06/2016 | 1re étape du Ster ZLM Toer                       | Pays-Bas    | 2.1    | Jos van Emden      |
| 17/06/2016 | 3e étape du Ster ZLM Toer                        | Pays-Bas    | 2.1    | Dylan Groenewegen  |
| 18/06/2016 | 4e étape du Ster ZLM Toer                        | Pays-Bas    | 2.1    | Sep Vanmarcke      |
| 19/06/2016 | Classement général du Ster ZLM Toer              | Pays-Bas    | 2.1    | Sep Vanmarcke      |
| 23/06/2016 | Championnat de Belgique du contre-la-montre      | Belgique    | CN     | Victor Campenaerts |
| 25/06/2016 | Championnat des Pays-Bas sur route               | Pays-Bas    | CN     | Dylan Groenewegen  |
| 19/08/2016 | Arnhem Veenendaal Classic                        | Pays-Bas    | 1.1    | Dylan Groenewegen  |
| 03/09/2016 | 14e étape du Tour d'Espagne                      | Espagne     | WT     | Robert Gesink      |
| 07/09/2016 | 4e étape du Tour de Grande-Bretagne              | Royaume-Uni | 2.HC   | Dylan Groenewegen  |
| 19/09/2016 | 1re étape de l'Eneco Tour                        | Pays-Bas    | WT     | Dylan Groenewegen  |
| 02/10/2016 | Eurométropole Tour                               | Belgique    | 1.HC   | Dylan Groenewegen  |

### Résultats sur les courses majeures
Les tableaux suivants représentent les résultats de l'équipe dans les principales courses du calendrier international (les cinq classiques majeures et les trois grands tours). Pour chaque épreuve est indiqué le meilleur coureur de l'équipe, son classement ainsi que les accessits glanés par Lotto NL-Jumbo sur les courses de trois semaines.

#### Classiques
| Classique            | Milan-San Remo      | Tour des Flandres  | Paris-Roubaix      | Liège-Bastogne-Liège   | Tour de Lombardie  |
| -------------------- | ------------------- | ------------------ | ------------------ | ---------------------- | ------------------ |
| Coureur (classement) | Sep Vanmarcke (24e) | Sep Vanmarcke (3e) | Sep Vanmarcke (4e) | Enrico Battaglin (46e) | Robert Gesink (7e) |

#### Grands tours
| Grand tour           | Tour d'Italie                      | Tour de France        | Tour d'Espagne                     |
| -------------------- | ---------------------------------- | --------------------- | ---------------------------------- |
| Coureur (classement) | Steven Kruijswijk (4e)             | Wilco Kelderman (32e) | George Bennett (10e)               |
| Accessits            | 1 victoire d'étape (Primož Roglič) | -                     | 1 victoire d'étape (Robert Gesink) |